# El Tepame
El Tepame är en ort i Mexiko.   Den ligger i kommunen Tonalá och delstaten Jalisco, i den centrala delen av landet, 400 km väster om huvudstaden Mexico City. El Tepame ligger 1 560 meter över havet och antalet invånare är 157.
Terrängen runt El Tepame är varierad. Runt El Tepame är det ganska tätbefolkat, med 239 invånare per kvadratkilometer. Närmaste större samhälle är Tlaquepaque, 13,0 km nordväst om El Tepame. I omgivningarna runt El Tepame växer huvudsakligen savannskog.